# Papa Bonifaci II
|  | Aquest article tracta sobre el Papa Bonifaci II. Si cerqueu a Bonifaci II, marquès de la Toscana, vegeu «Bonifaci de Còrsega». |

Bonifaci II (Roma, ? - Roma, 17 d'octubre de 532) fou escollit papa el 22 de setembre de 530.
Era ostrogot de naixença, cosa que el va convertir en el primer germànic a accedir al Papat, gràcies al suport del rei got Atalaric. Va ser designat pel seu predecessor Fèlix IV, que havia estat sota la influència del rei arrià, en un edicte.
A la mort de Fèlix, i respectant-ne la voluntat, una part del clero el va escollir com a pontífex. Alhora, la facció majoritària del clergat es va oposar a l'elecció i va triar com a Papa a Diòscor, ja que el consideraven un bàrbar. Bonifaci i Diòscor van ser consagrats a Roma el 22 de setembre de 530, però el possible cisma a l'Església que això hauria provocat va quedar avortat, ja que Diòscor va morir vint dies després del seu nomenament. Diòscor, doncs, és considerat un antipapa.
Obsessionat perquè quan morís no tornés a produir-se una doble elecció papal que desemboqués en un cisma, va convocar un concili en el qual es va atorgar la prerrogativa de triar al seu propi successor. Va designar com a tal al diaca Vigili. Tot i això, aquest procediment va ser molt criticat i el mateix Senat romà va acusar el Papa d'abús de poder. Bonifaci finalment es va retractar, i va ser Joan II qui el va succeir. Vigili, però, acabaria sent pontífex posteriorment.